# 施世范
施世范（1675年—1737年），中國福建晉江龙湖衙口村人，祖籍河南固始，清朝靖海侯，施琅的第八子。1696年5月（康熙三十五年）施琅薨逝，靖海侯爵位由施世范承襲。1737年（乾隆二年），施世范之子施廷皐襲封靖海侯。